# Jurij Toplak
 (février 2022).
La mise en forme du texte ne suit pas les recommandations de Wikipédia : il faut le « wikifier ».
Les points d'amélioration suivants sont les cas les plus fréquents. Le détail des points à revoir est peut-être précisé sur la page de discussion.
- Les titres sont pré-formatés par le logiciel. Ils ne sont ni en capitales, ni en gras.
- Le texte ne doit pas être écrit en capitales (les noms de famille non plus), ni en gras, ni en italique, ni en « petit »…
- Le gras n'est utilisé que pour surligner le titre de l'article dans l'introduction, une seule fois.
- L'italique est rarement utilisé : mots en langue étrangère, titres d'œuvres, noms de bateaux, etc.
- Les citations ne sont pas en italique mais en corps de texte normal. Elles sont entourées par des guillemets français : « et ».
- Les listes à puces sont à éviter, des paragraphes rédigés étant largement préférés. Les tableaux sont à réserver à la présentation de données structurées (résultats, etc.).
- Les appels de note de bas de page (petits chiffres en exposant, introduits par l'outil «  Source ») sont à placer entre la fin de phrase et le point final[comme ça].
- Les liens internes (vers d'autres articles de Wikipédia) sont à choisir avec parcimonie. Créez des liens vers des articles approfondissant le sujet. Les termes génériques sans rapport avec le sujet sont à éviter, ainsi que les répétitions de liens vers un même terme.
- Les liens externes sont à placer uniquement dans une section « Liens externes », à la fin de l'article. Ces liens sont à choisir avec parcimonie suivant les règles définies. Si un lien sert de source à l'article, son insertion dans le texte est à faire par les notes de bas de page.
- La présentation des références doit suivre les conventions bibliographiques. Il est recommandé d'utiliser les modèles {{Ouvrage}}, {{Chapitre}}, {{Article}}, {{Lien web}} et/ou {{Bibliographie}}. Le mode d'édition visuel peut mettre en forme automatiquement les références.
- Insérer une infobox (cadre d'informations à droite) n'est pas obligatoire pour parachever la mise en page.

Pour une aide détaillée, merci de consulter Aide:Wikification.
Si vous pensez que ces points ont été résolus, vous pouvez retirer ce bandeau et améliorer la mise en forme d'un autre article.
Jurij Toplak, né en 1977, est un spécialiste en droit constitutionnel, en droit électoral et en droit des personnes handicapées. Il est professeur de droit à l’université de Maribor et professeur invité à la Fordham University School of Law de New York. Le Guardian, le Wall Street Journal et le Boston Globe ont publié ses commentaires juridiques,,,. Il est coprésident du groupe de recherche sur la liberté d’expression de l’Association internationale de droit constitutionnel (IACL). Toplak est membre de l’Académie européenne des sciences et des arts.

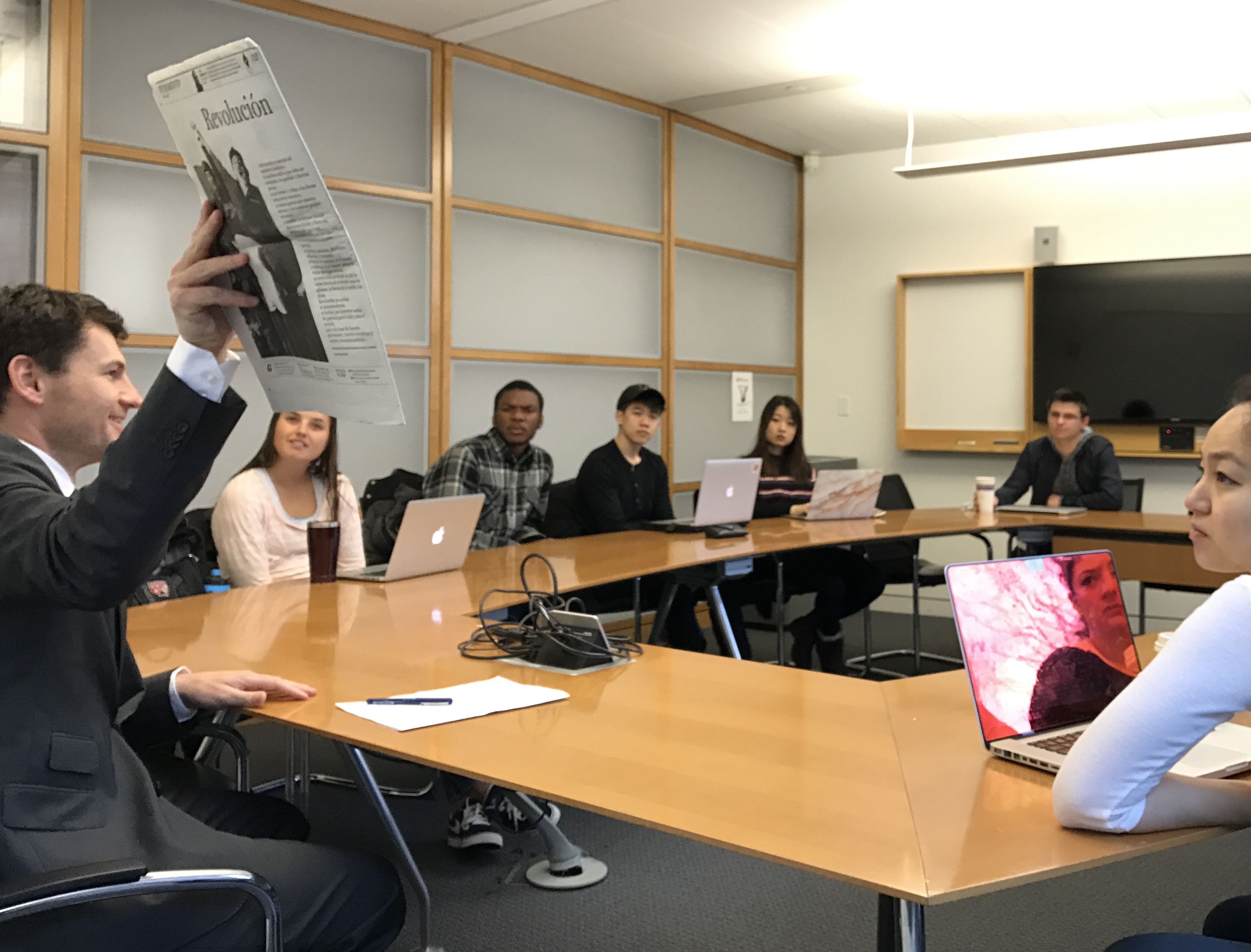
Jurij Toplak et des étudiants de l'université Harvard en 2017 discutent de la révolution cubaine

Toplak a obtenu un LL.M. à l'université d'Europe centrale de Budapest sous le mentorat de Michel Rosenfeld et Andras Sajó. Il a été boursier Fulbright à la faculté de droit de l’UCLA en 2003-2004, et son directeur de thèse de doctorat était Daniel H. Lowenstein.

## Carrière professionnelle
Il a été membre de la Commission électorale nationale de Slovénie entre 2000 et 2012. Depuis 2006, il est membre du conseil d’administration et vice-président du Comité de recherche sur la finance politique et la corruption politique de l’Association internationale de science politique. À l’âge de 23 ans, il a publié son premier livre sur le redécoupage, pour lequel l’Association des avocats slovènes lui a décerné le prix avec le titre de «Jeune avocat de l’année». En 2006, il a publié (avec Klemen Jaklic, alors professeur à Harvard), la première traduction de la Constitution des États-Unis en slovène. Avec Daniel Smilov, il a corédigé un livre intitulé Political Finance and Political Corruption in Eastern Europe (Ashgate, 2008). En 2011, il a dirigé une recherche sur la discrimination fondée sur le handicap, qui évaluait la réactivité de plus de 200 municipalités aux demandes d’accès à l’information soumises par des personnes aveugles. Il a classé les systèmes électoraux préférentiels. Pippa Norris et Bernard Grofman ont fait référence à ses œuvres,,. Toplak est l'un des dix juristes slovènes les plus cités. Il a été membre du Conseil des droits de l’homme du Médiateur et de la Commission pour l’égalité des chances en science.
Consultant auprès des gouvernements ou des organisations internationales OSCE, Union européenne, Conseil de l’Europe, Greco et PNUD, il a travaillé notamment en Ouganda,  Canada, États-Unis, France, Finlande, Lettonie, Monaco, Serbie,, Monténégro, Malte, Ukraine et en Roumanie, mais aussi dans d'autres endroits.

## Cas notables
Jurij Toplak a mené avec succès de nombreux projets de contentieux d’impact et a rédigé des plaintes et des appels à la Cour suprême et à la Cour constitutionnelle slovènes, ce qui a amélioré la protection des droits de l’homme des personnes handicapées, des candidats et des électeurs. Sur la base de l’appel constitutionnel qu’il a rédigé pour un groupe de paraplégiques, la Cour constitutionnelle a statué en 2010 que «le plus grand nombre possible» de bureaux de scrutin doivent être accessibles en fauteuil roulant. L'année suivante, il a écrit un autre appel pour trois utilisateurs de fauteuils roulants et, en 2014, la Cour constitutionnelle a annulé une partie de la loi électorale et a décidé que tous les bureaux de vote devaient être accessibles aux personnes handicapées,. En 2014, après deux ans de contentieux pour l’accès à l’information, il a obtenu des données statistiques sur les écoles et les a publiées,, ce qui a déclenché un débat public,. Toplak s’était longtemps opposé publiquement à punir les internautes qui discutaient des candidats pendant le silence électoral. En 2011, il a écrit deux appels réussis pour ces utilisateurs de Facebook. Après les élections de 2014, il a écrit un appel à la Cour suprême pour un électeur, qui a été condamné à une amende de 100 euros pour avoir publié un commentaire sur Facebook un jour avant les élections. En septembre 2016, la Cour suprême a rejeté l’amende et a statué que les commentaires et les discussions ne font pas partie d’une définition de la propagande illégale. En 2015, alors que la Cour constitutionnelle décidait si le siège parlementaire d’un parlementaire en raison de sa condamnation était constitutionnel ou non, la Cour a copié les arguments du mémoire Amicus Curiae de Toplak. Lors de l’élection parlementaire de 2018, il a aidé une liste de candidats du Parti vert rejetée par les commissions électorales et la Cour suprême l’a retournée sur le bulletin de vote. Lorsque la Cour constitutionnelle a invalidé la loi sur les districts électoraux en 2018, Toplak a mentionné ou cité 17 fois dans la décision de la cour et les avis des juges. En 2019, la Cour constitutionnelle a invalidé la loi locale sur les quotas musicaux sur la base de l’appel rédigé par Toplak.
En 2017, Jurij Toplak a contesté les résultats du référendum pour un électeur et activiste, Vili Kovačič, ce qui a conduit à la toute première audience publique de la Cour suprême de Slovénie et à la toute première annulation des résultats du référendum le 14 mars 2018. Le même jour, le Premier ministre, Miro Cerar, a démissionné. Une minute plus tard, une émission de télévision de premier plan, Pop TV, qui a diffusé la démission, a qualifié Jurij Toplak de «vainqueur silencieux de la décision de la cour». Les avocats slovènes ont élu Jurij Toplak parmi les 'Dix avocats les plus influents en Slovénie' en 2018, 2019, 2020 et 2021.
En octobre 2021, la Cour européenne des droits de l’homme a rendu son arrêt Toplak et Mrak contre la Slovénie,. L’affaire portait sur l’accessibilité des bureaux de vote et du vote. Jurij Toplak a écrit l’appel pour Franc Toplak, son oncle, et d’autres électeurs handicapés, et la Cour a jugé que la Slovénie avait violé les droits de l’homme de son oncle et d’autres requérants. Toplak a rédigé un recours collectif pour l’Association slovène des droits des personnes handicapées, qui a demandé une révision et une réforme de l’accessibilité des bureaux de vote, et une compensation de 54 millions d’euros pour la discrimination passée des personnes handicapées.
En mars 2021, Toplak a révélé dans le Daily Express que la Cour européenne des droits de l’homme avait cessé de partager ses dossiers avec le public. «Après avoir autorisé l’accès à ses décisions à juge unique pendant des décennies et après avoir envoyé des demandes pendant plusieurs mois, l’interruption de l’accès par la Cour en mars 2021 en raison de la pandémie semble injustifiée. La pandémie ne s’est pas aggravée en mars 2021», a-t-il dit. Quelques heures seulement après la publication de l’article par le Daily Express, la Cour a modifié sa pratique et a envoyé des documents à ceux qui les avaient demandés,.

## Vie privée
Son père est professeur de droit, diplomate et recteur de l’université Ludvik Toplak, qui a été président de la chambre du Parlement slovène pendant l’indépendance, la démocratisation et l’élaboration de la constitution slovène. Sa mère est l’avocate Rosvita Toplak. Le grand-père paternel de Jurij était un producteur de vigne, l’organisateur des coopératives agricoles Janža Toplak, qui en juin 1941 a accueilli la première réunion de résistance anti-Nazi dans la région de Ptuj,, et peu de temps après que la Gestapo arrêté, torturé, et a tué son frère Franc Toplak, un étudiant en agriculture,. La famille Toplak à Mostje près de Juršinci remonte à 1610,. Le grand-père maternel de Jurij était Edvard Sitar, un inventeur, fondateur et administrateur de plusieurs écoles, un auteur-compositeur et un poètetorturé et emprisonné par les fascistes italiens,.